# Raveniola niedermeyeri
Raveniola niedermeyeri is een spinnensoort in de taxonomische indeling van de bruine klapdeurspinnen (Nemesiidae).
Raveniola niedermeyeri werd in 1972 beschreven door Brignoli.